# Ibrahima Traoré
Ibrahima Traoré (Villepinte, 21 april 1988) is een Guinees voetballer die doorgaans als linksbuiten speelt. Hij tekende in april 2014 bij Borussia Mönchengladbach, dat hem transfervrij overnam van VfB Stuttgart. Traoré debuteerde in 2010 in het Guinees voetbalelftal.

## Clubcarrière
Traoré verliet op 1 januari 2007 zijn geboorteland Frankrijk om in de Duitse hoofdstad Berlijn bij Hertha BSC te gaan voetballen. Hij debuteerde op 9 december 2007 voor Die Alte Dame, in een met 2–1 verloren wedstrijd in de Bundesliga uit bij FC Nürnberg. Dat bleef zijn enige wedstrijd voor de club. Aan het eind van het seizoen 2008/09 liet Hertha hem vertrekken.
Traoré mocht zich op 6 juli 2009 op proef aansluiten bij Augsburg. Acht dagen later tekende hij er een tweejarig contract. Hij scoorde in twee seizoenen acht keer in 45 wedstrijden voor Augsburg in de 2. Bundesliga. De 2–1 op 16 augustus 2009 thuis tegen Rot-Weiß Oberhausen was zijn eerste doelpunt in zijn profcarrière. De wedstrijd eindigde in 2–2. Traoré tekende in mei 2011 transfervrije een driejarig contract bij VfB Stuttgart. Hier kreeg hij een nieuwe kans in de Bundesliga. In zijn eerste seizoen maakte hij één doelpunt in twaalf wedstrijden. In de twee seizoenen daarna speelde hij meer dan zestig competitiewedstrijden op het hoogste niveau. Daarnaast debuteerde hij in het seizoen 2012/13 in de Europa League voor Stuttgart.
Op 14 april 2014 werd bekend dat Traoré vanaf het seizoen 2014/15 ging uitkomen voor Borussia Mönchengladbach. Dat lijfde hem transfervrij in. Hoewel hij met name in zijn eerste seizoenen bij Mönchengladbach regelmatig speelde, werd hij nooit een consequente basisspeler. Hij speelde in het seizoen 2015/16 zijn eerste wedstrijden in de UEFA Champions League, tegen Sevilla FC, Manchester City en Juventus.

## Interlandcarrière
Traoré debuteerde op 11 augustus 2010 in het Guinees voetbalelftal, tegen Mali. Guinee won met 2–0, Traoré maakte het tweede doelpunt. Op 8 oktober 2011 maakte Traoré in een kwalificatiewedstrijd voor het Afrikaans kampioenschap 2012 tegen Nigeria in de 90+12e minuut de gelijkmaker, die kwalificatie betekende voor Guinee. Daardoor was Nigeria, normaliter een van de favorieten voor het eindtoernooi, uitgeschakeld voor de Afrika Cup 2012. Traoré was dat toernooi basisspeler in alle drie de wedstrijden die zijn land speelde. Hij scoorde in de met 1–6 gewonnen groepswedstrijd tegen Botswana.
Traoré maakte drie jaar later ook deel uit van de Guinese ploeg op het Afrikaans kampioenschap 2015. Bondscoach Michel Dussuyer liet hem dat toernooi in alle vier de wedstrijden van Guinee de aanvoerdersband dragen. Hij scoorde in de groepswedstrijd tegen Kameroen. Ook op het Afrikaans kampioenschap 2019 was Traoré aanvoerder van Guinee.
1 Omlin  ·
2 Chiarodia ·
3 Itakura ·
5 Friedrich ·
7 Stöger ·
8 Weigl ·
9 Honorat ·
10 Neuhaus ·
11 Kleindienst ·
13 Fukuda ·
14 Pléa ·
16 Sander ·
19 Ngoumou ·
20 Netz ·
21 Sippel ·
22 Lainer ·
25 Hack ·
26 Ullrich ·
27 Reitz ·
28 Ranos ·
29 Scally ·
30 Elvedi ·
31 Čvančara ·
33 Nicolas ·
38 Borges Sanches ·
41 Olschowsky ·
Coach: Seoane
· Assistent-coach: Neuville